# KHL Grič
Der KHL Grič ist ein kroatischer Fraueneishockeyverein aus Zagreb und der einzige reine Fraueneishockeyverein in Kroatien. Daher stellen die Spielerinnen des Vereins auch einen Großteil des Kaders der kroatischen Frauen-Nationalmannschaft.

## Geschichte
Der Verein wurde 2002 mit Hilfe des kroatischen Eishockeyverbands gegründet und nimmt seit 2003 an der slowenischen Fraueneishockeyliga teil. 2006 wurde der Verein in die Elite Women’s Hockey League aufgenommen und belegte in den folgenden drei Spieljahren die Plätze 11, 10 und 8, ehe sich der Verein aus der multinationalen Liga zurückzog.
2012 wurde der KHL Grič in die österreichische Dameneishockey-Bundesliga aufgenommen und belegte am Ende der Saison den dritten Platz, was die beste Platzierung der Vereinsgeschichte darstellt.
Parallel zum nationalen Spielbetrieb nahm der KHL Grič 2008 und 2012 jeweils am IIHF European Women Champions Cup teil, scheiterte aber jeweils in der Vorrunde.

## Spielstätte
Die Heimspiele des Vereins werden in der 1.000 Zuschauer fassenden Dvorana Velesajam ausgetragen, alternativ in der Eishalle des Dom sportova.